# McDonnell XF-85 Goblin
McDonnell XF-85 Goblin byl americký parazitní stíhač, vyvíjený jako obrana pro obří strategický bombardér B-36.

## Vývoj

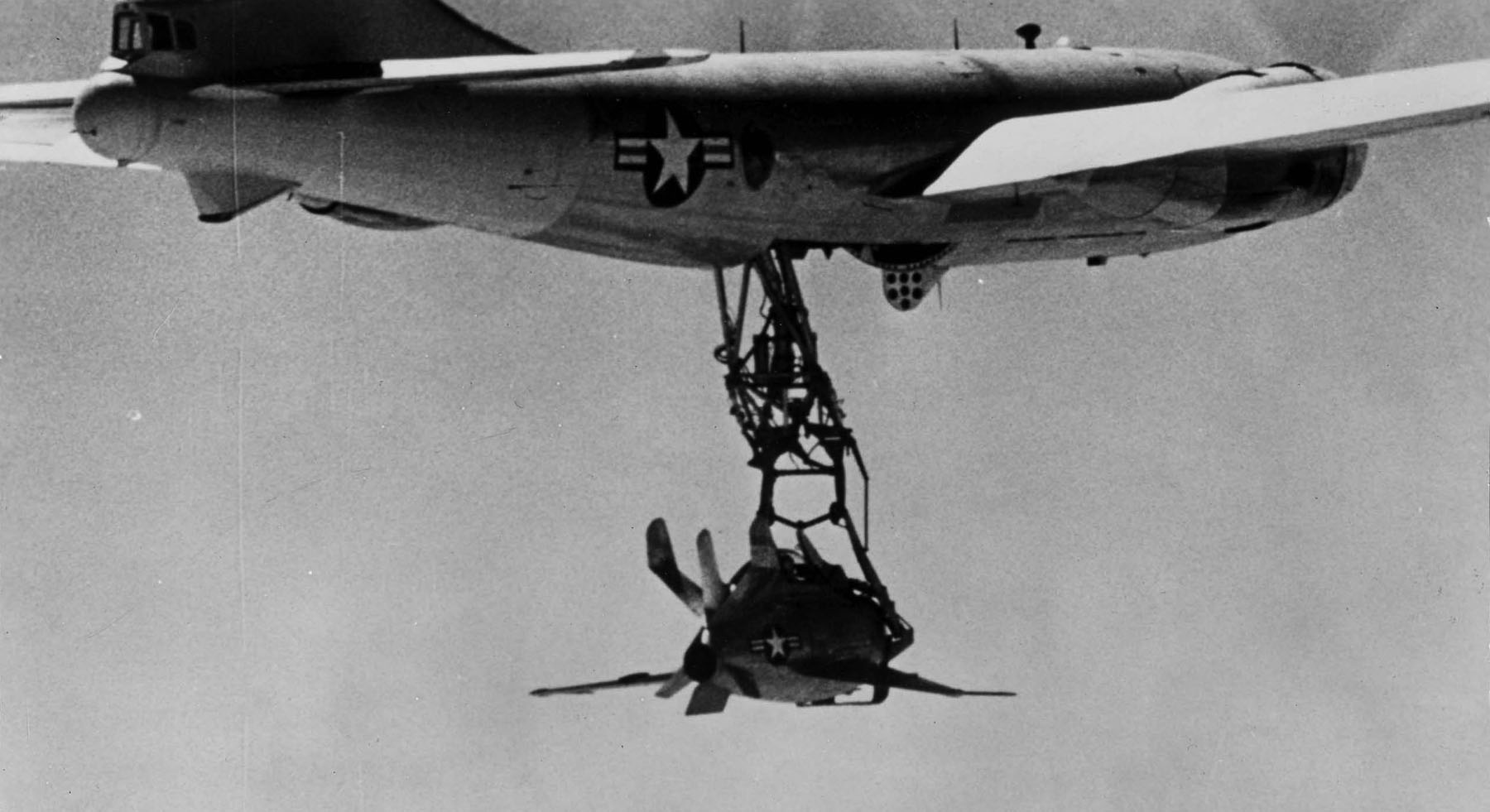
Goblin zavěšený z EB-29

Na projektu jednomístného parazitního stíhače, který by mohl být nesen strategickými bombardéry USAAF, se pracovalo už od války a v březnu 1945 byl předložen původní návrh. Stavba dvou prototypů byla objednána v březnu roku 1947.
Výsledek činnosti týmu pod vedením Hermana D. Barkleye nesl tovární označení Model 27, později Model 27D. Oficiálně mu byl přidělen kód XP-85, který byl v roce 1947 změněn na XF-85 a byl podle skřítka pojmenován Goblin.
Podoba letounu byla z velké míry dána požadavkem na to, aby se celý vešel do pumovnice bombardéru B-36 Peacemaker (přestože testován byl v podvěsu pod typem Boeing B-29), která měla v operačním nasazení pojmout až tři Gobliny. Vzniklo tak nejmenší proudové stíhací letadlo v historii, vypadalo spíš jak ze zábavního parku. Dostalo přezdívku „létající vejce“. Jeho výkon byl maximalizován, protože na rozdíl od jiných stíhaček Goblin neplýtval časem a palivem, aby se dostal do potřebné výšky, jeho operační doba byla okolo jedné hodiny.

## Testy

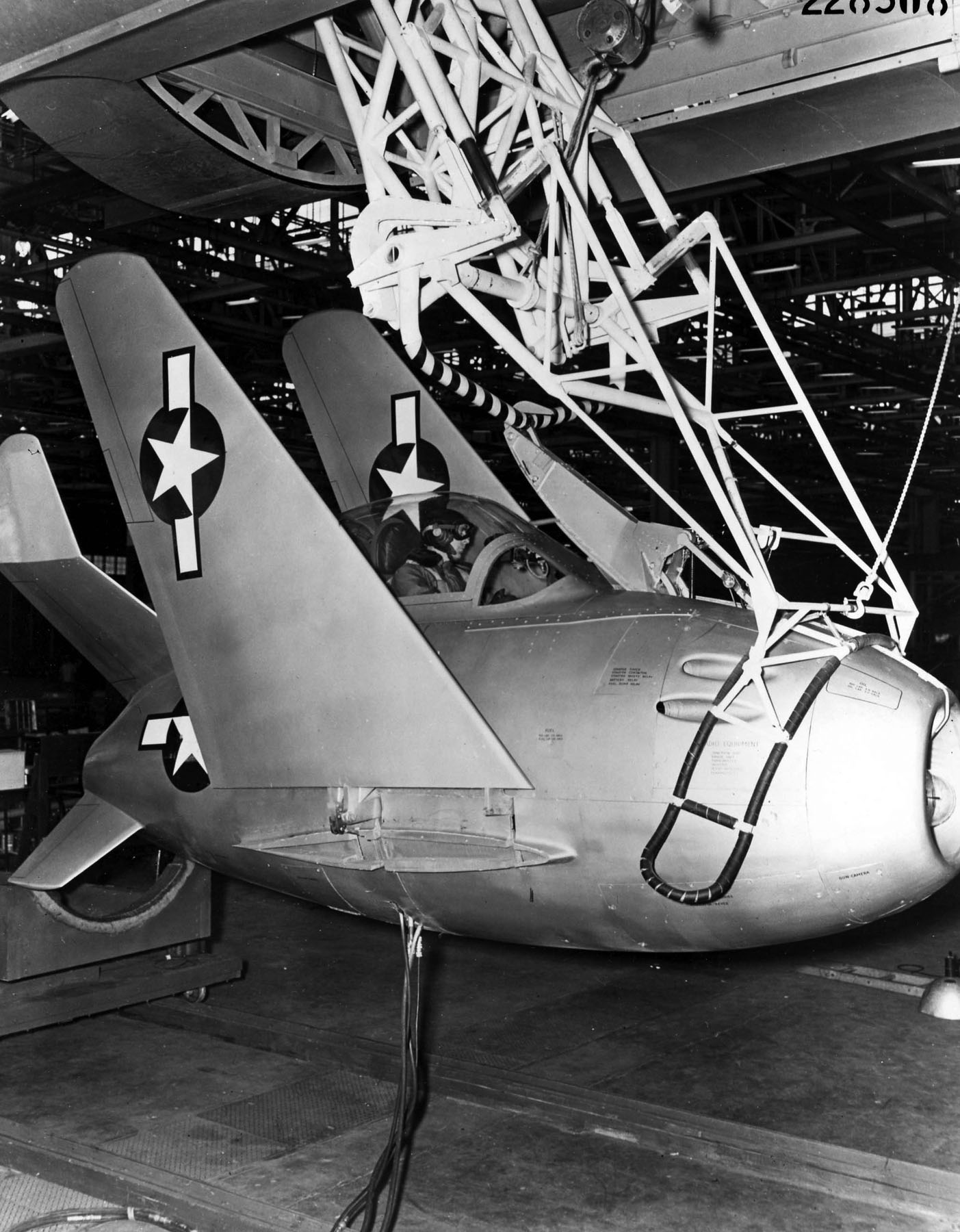
Goblin se sklopenými křídly v hangáru

McDonnell postavil 2 prototypy (no. 46-523 a no. 46-524), přičemž první byl poškozen při testech v aerodynamickém tunelu na základně Moffet Field a pro letové testy musel být použit druhý prototyp. První letový test proběhl 23. srpna 1948 na základně Muroc (dnes Edwards). Tehdy B-36 ještě nebyl k mání a tak se pokusy prováděly na nosiči EB-29B Superfortress (no. 44-84111). Od prvního letu se zkušebním pilotem firmy McDonnell Edwinem Schochem bylo zřejmé, že turbulence v blízkosti mateřského bombardéru způsobují velké problémy při řízení stroje. Přestože stroj byl poměrně dobře ovladatelný, byl jeho návrat na visutou hrazdu bombardéru obtížný. První úspěšné zavěšení za letu bylo provedeno až 14. října 1948.
Pokusů bylo celkem sedm, ale jen ve třech případech se Goblin dokázal vrátit zpět na visuté zařízení stroje B-29, ve zbývajících musel pilot přistát na výsuvnou lyži, která u Goblinu nahrazovala podvozek. Program byl v létě 1949 zastaven a prototypy umístěny do muzea.
Hlavních důvodů bylo několik.
- návrat pod mateřský bombardér byl mnohem obtížnější, než se předpokládalo.
- XF-85 nebyl schopen výkony konkurovat nepřátelským stíhačům, před kterými měl své bombardéry chránit.
- dolet běžných proudových stíhačů se stále zvětšoval a zavedení tankování za letu pomocí tankovacích letounů umožnilo, aby doprovázely bombardéry na celé jejich misi.
- nedostatek financí vedl k rušení méně důležitých projektů, jakým byl i Goblin.

Později se podobné pokusy o nesení parazitního stíhače prováděly s mateřským letounem B-36 a stíhačem F-84 Thunderjet. Tyto testy označené kódem FICON (Fighter Conveyor) ukázaly, že použití parazitních stíhačů je slepou uličkou vývoje a proto se už podobné testy neopakovaly.

## Dnešní umístění prototypů
- No. 46-523 - National Museum of the United States Air Force, letecká základna Wright-Patterson, Dayton, Ohio.
- No. 46-524 - Strategic Air and Space Museum, Ashland, Nebraska.

## Specifikace (XF-85)

### Technické údaje
- Osádka: 1
- Rozpětí: 6,4 m
- Délka: 4,5 m
- Výška: 2,5 m
- Nosná plocha: 8,3 m²
- Hmotnost prázdného stroje: 1696 kg
- Vzletová hmotnost: 2063 kg
- Pohonná jednotka: 1× proudový motor Westinghouse XJ-34 o tahu 13 kN

### Výkony
- Maximální rychlost: 1 069 km/h
- Dostup: 15 000 m
- Stoupavost: 3800 m/min

### Výzbroj
- 4× kulomety M2 Browning ráže 12,7 mm